# مومير نيكوليتش
مومير نيكوليتش (مواليد 20 فبراير 1955) هو صربي بوسني شغل منصب مساعد رئيس الأمن والاستخبارات في لواء براتوناتش في فيلق درينا في جيش جمهورية صرب البوسنة في وقت كانت فيه الوحدة تعمل في المجال القانوني وعمليات غير قانونية في وحول سريبرينيتشا. في عام 2003 أقر بأنه مذنب بارتكاب جرائم ضد الإنسانية والتي يقضي بسببها عقوبة بالسجن لمدة 20 عام.

## الخلفية
نيكوليتش من مواليد هرانسين في براتوناتش وشغل منصب مساعد رئيس الأمن والاستخبارات في لواء براتوناتش في فيلق درينا في جيش جمهورية صرب البوسنة. وفي 26 مارس 2002 وجهت إليه تهمة الاضطهاد لأسباب سياسية وعرقية ودينية (جرائم ضد الإنسانية).
ألقت قوة تحقيق الاستقرار القبض على نيكوليتش في 1 أبريل 2002 ونُقل إلى عهدة المحكمة الجنائية الدولية ليوغوسلافيا السابقة في اليوم التالي. ظهر نيكوليتش لأول مرة في 3 أبريل 2002 ودفع ببراءته من جميع التهم الموجهة إليه. تم التوصل إلى اتفاق بالذنب في 7 مايو 2003 واعترف نيكوليتش بأنه مذنب في التهمة الخامسة من لائحة الاتهام الجرائم ضد الإنسانية.
تم تقديم أساس واقعي مكتوب للجريمة ومشاركة نيكوليتش فيها مع اتفاق الإقرار بالذنب. حدد الأساس الوقائعي وقرار الاتهام اللذين أقر نيكوليتش بصحته الأفعال التالية:
قتل أكثر من 7000 رجل مسلم بوسني تتراوح أعمارهم بين 16 و60 عام بما في ذلك بعض النساء والأطفال وكبار السن من الرجال.
المعاملة القاسية واللاإنسانية للمدنيين المسلمين البوسنيين بما في ذلك الضرب في بوتوكاري وحولها وفي مرافق الاحتجاز في براتوناتش.
- إرهاب المدنيين البوسنيين المسلمين في سريبرينيتشا وبوتوكاري في 12-13 يوليو 1995.
- تدمير الممتلكات الشخصية والممتلكات الخاصة بمسلمي البوسنة والهرسك.
- الترحيل القسري لجميع السكان المسلمين البوسنيين من جيب سريبرينيتشا.
- حُكم على نيكوليتش بالسجن 27 سنة في 2 ديسمبر 2003. وخففت محكمة الاستئناف بالمحكمة الجنائية الدولية ليوغوسلافيا السابقة العقوبة إلى 20 سنة في 8 مارس 2006.

تم نقل نيكوليتش إلى فنلندا ليقضي عقوبته في 11 أبريل 2007. تم منح الائتمان مقابل المدة التي قضاها منذ 2 أبريل 2002 وتم منحه الإفراج المبكر في 14 مارس 2014 اعتبارا من 1 يوليو 2014.